# Concilio de Cartago (251)
El Concilio de Cartago celebrado en mayo del 251 fue convocado por Cipriano de Cartago con el objetivo de acabar con el cisma provocado por la doctrina de Novaciano que negaba la absolución de los lapsos (aquellos que habían renunciado a la fe durante las persecuciones).
También declaró para el cargo legítimo de obispo de Roma a Cornelio negando toda legitimidad al antipapa Novaciano.